# Marrocos (filme)
Morocco (prt/bra: Marrocos) é um filme estadunidense de 1930, do gênero drama romântico, dirigido por Josef von Sternberg e estrelado por Gary Cooper, Marlene Dietrich e Adolphe Menjou. 
O filme narra o romance entre um legionário francês em plena guerra contra os marroquinos. O filme foi uns dos pioneiros em fazer referência ao lesbianismo, em uma cena em que Marlene aparece vestida com roupas masculina e beija brevemente uma garota sentada na mesa.
Foi nomeado para o Óscar nas categorias de melhor atriz para Marlene Dietrich, melhor direção artística, melhor fotografia e melhor diretor para Josef von Sternberg.